# Long thành cầm giả ca
Long thành cầm giả ca (chữ Hán: 龍城琴者歌) hay Bài ca về người gảy đàn ở Thăng Long là bài thơ bằng chữ Hán do Nguyễn Du sáng tác trong quãng thời gian đi sứ sang nhà Thanh (Trung Quốc) từ năm 1813 đến năm 1814. Bài thơ này cùng với Truyện Kiều, Điếu La thành ca giả, Độc Tiểu Thanh ký... được giới chuyên môn đánh giá là một thi phẩm bộc lộ rõ nét nỗi thương xót chân thành của tác giả về những kiếp người bất hạnh, nhất là những phụ nữ khổ đau, bị vùi dập trong xã hội thời phong kiến ở Việt Nam.

## Tiểu dẫn
Long thành cầm giả ca được xếp đầu tiên trong Bắc hành tạp lục (北行雜錄), gồm 131 bài thơ
- Trong tập thơ chỉ có thi phẩm này và bài "Thăng Long" (gồm hai bài thơ ngắn), mang đề tài trên đất nước Việt Nam. Tất cả số còn lại, Nguyễn Du đều lấy những đề tài lịch sử và những điều tai nghe mắt thấy trên con đường đi sứ sang Trung Quốc trong khoảng thời gian đã ghi trên.
- Vô luận là người con hát La thành, Tiểu Thanh hay là người đánh đàn Nguyễn đất Long thành, họ đều là những người con gái có tài sắc và đều bị đánh vùi. Cũng như Thúy Kiều, những hình ảnh đó đều mang tính điển hình sâu sắc, phản ảnh hiện thực xã hội đương thời và đều đã tố cáo mạnh mẽ tính chất tàn nhẫn của xã hội đó[1].
- Thi phẩm được viết theo thể thơ "ca" và "hành", hoặc gọi chung là "ca hành".Giáo trình Hán Nôm tập II giải thích:

Đây là một thể thơ cổ, có nguồn gốc từ thơ Nhạc phủ đời Hán (Trung Quốc). Cổ Nhạc phủ có những bài như "Đoản ca hành", Trường ca hành", "Phụ bệnh hành"...Thông thường thì nó tường thuật một cảnh ngộ mà nhà thơ bất chợt nhìn thấy hoặc nghe kể lại, đồng thời nó nói lên những cảm nghĩ của nhà thơ trước tình cảnh đó. Nói gọn, thể "ca hành" đều dài, không hạn chế câu chữ, không cần niêm, đối chặt chẽ; và đều có tính tự sự, tính trữ tình.
Ngoài Long thành cầm giả ca, Nguyễn Du còn viết Sở kiến hành theo thể thơ này.

## Nhận định
Trích trong sách Thơ chữ Hán Nguyễn Du:
Trần Thị Tần (1740-1778), vợ quan Tư đồ Nguyễn Nghiễm (1708-1775), và là mẹ Nguyễn Du, sinh con trai đầu lòng lúc bà mới 17 tuổi. Sau bà còn có năm bà khác nữa, tuổi cũng xấp xỉ như nhau. Gia phả họ Nguyễn Tiên Điền tất nhiên không nói, nhưng rõ ràng các bà không phải xuất thân ca kỹ, thì cũng vì có chút nhan sắc mà trở thành nàng hầu của quan lớn họ Nguyễn trên.
Lại nữa, sau khi cha và mẹ đều mất, 13 tuổi, Nguyễn Du phải đến ở với người anh khác mẹ hơn mình 31 tuổi, đó là quan Tham Tụng Nguyễn Khản (1734-1786). Đời sống ông anh này có ảnh hưởng rất lớn đối với nhà thơ. Ông Khản thi đỗ sớm, làm quan to, lại là một con người tài hoa, phong lưu rất mực. Phạm Đình Hổ, tác giả Vũ trung tùy bút, chép: 
Ông Nguyễn Khản ham thích hát xướng, gặp khi con hát tang trở, cũng cứ cho nó tiền bắt hát, không lúc nào bỏ tiếng tơ tiếng trúc. Khi ông có tang quan Tư đồ (tức Nguyễn Nghiễm), ngày rỗi cũng vẫn sai con hát đồ khúc gọi là "ngâm thơ nôm". Bọn con em họ quý thích đều bắt chước chơi bời, hầu như thành thói quen.
Thuở nhỏ sống trong hoàn cảnh như vậy. Cái hoàn cảnh mà những người có chút nhan sắc hay có giọng hát hay, phải đem ra làm trò chơi cho kẻ quyền quý. Cho nên, trong nhiều tác phẩm của Nguyễn Du, như: Truyện Kiều, Văn chiêu hồn, Long thành cầm giả ca...khi nói về họ, ông đều có thái độ trìu mến, xót thương và xem họ như những người ruột thịt...
Trước 1975, trong Bảng lược đồ văn học Việt Nam có đoạn:
Từ xưa, người ta cứ cho rằng Nguyễn Du u uất vì mang mối tình với nhà Lê...Nhưng trong suốt sự nghiệp thơ văn chữ Hán của ông không có một nét nào cho thấy ông ghét Nguyễn, thương Lê cả. Ngay đến nhà Tây Sơn, Nguyễn Du còn chẳng tỏ vẻ gì thù ghét...mà còn đi ăn yến dự tiệc với các quan Tây Sơn như ông đã mô tả trong Long Thành cầm giả ca. Hơn thế nữa, khi Tây Sơn thất bại, Nguyễn Du còn cảm thấy đau đớn, tiếc thương...nhất là khi nhìn thấy tất cả cái cơ nghiệp vĩ đại của nhà Tây Sơn chỉ còn lại có mỗi một cô ca sĩ già, nhà thơ đã đau lòng để nước mắt rơi ướt áo...
Như vậy cái tâm sự thầm kín, u uất mà Nguyễn Du không biết nói với ai, hẳn không phải tấm lòng hoài Lê, mà phải là cái gì thắm thiết, gắn liền với thân phận ông hơn...
Từ điển văn học (bộ mới), xuất bản năm 2004, nêu ý tương tự:
Long thành cầm giả ca là tác phẩm viết về một con người tài hoa một thời, bây giờ nhan sắc tiều tụy, không còn ai chú ý đến nữa. Nhà thơ tỏ lòng xót thương ngậm ngùi của mình, và nghĩ đến cuộc đời dâu bể...Bài thơ mang một tinh thần nhân đạo cao cả. Nhưng nó có một khía cạnh rất đáng chú ý là chính trong bài này, lần đầu tiên và cũng là lần duy nhất, Nguyễn Du nhắc đến nhà Tây Sơn. Thái độ của ông thế nào thật khó hiểu. Bài thơ không có tí gì gọi lả thù địch với Tây Sơn, mà trái lại, trong khi thương xót cho số phận của người ca nữ, nhà thơ lại có vẻ như ngậm ngùi cho sự sụp đổ của họ. Phải chăng đến giai đoạn này, do có nhiều thể nghiệm về cuộc sống, cho nên cách nhìn nhận của nhà thơ đối với triều đại trên có thay đổi gần với chân lý hơn?...
Ở bài Nguyễn Du và thế giới nhân vật của ông... còn nêu thêm một khía cạnh khác:
Trong Long thành cầm giả ca, Nguyễn Du đã kể lại hai lần gặp gỡ một cô đào hát tên Cầm. Và từ cái biến đổi "nhãn tiền" của cô, nước mắt nhà thơ đã ướt đẫm vạt áo: 
Cơ nghiệp Tây Sơn tiêu tan sạch,
Trong làng múa hát còn sót lại một người!
Trăm năm thấm thoát trong một hơi thở một nháy mắt,
Cảm thương việc cũ lệ thấm áo...
Những giọt nước mắt kia, ngoài việc dành cho sự biến đổi chóng vánh của cuộc đời; nói rộng hơn và siêu hình hơn, theo giáo sư, nó còn dành cho nỗi buồn rầu về những gì "càng tài năng, càng thanh sắc" thì càng bị hủy diệt nhanh chóng. Và lúc bấy giờ, trong đầu Nguyễn Du, những lực lượng tàn phá mọi cái hay cái đẹp của xã hội chỉ có thể tổng quát thành "số mệnh", như số mệnh làm cho làm cho cơ nghiệp Tây Sơn sụp đổ...
Sau này, ở bài Sở Bá Vương mộ, nhà thơ cũng đã đổ cho số mệnh:
Có sức mạnh dời núi nhắc vạc, nhưng trời không giúp thì làm thế nào?
Mối hận nghìn đời, đành gửi dưới lớp cát mỏng...
Và cũng chính số mệnh đã vùi dập cuộc đời của Tiểu Thanh (Độc Tiểu Thanh ký), của Thúy Kiều - Từ Hải, hai nhân vật tiêu biểu nhất cho "tài và tình"...